# Iphimedia discreta
Iphimedia discreta är en kräftdjursart som beskrevs av Stebbing 1910. Iphimedia discreta ingår i släktet Iphimedia och familjen Iphimediidae. Inga underarter finns listade i Catalogue of Life.